# Escuela de Música de Buenos Aires
La Escuela de Música de Buenos Aires es una institución musical integrada de Argentina. Fundada en 1983 por Vasken Bezazian, ubicada en la ciudad autónoma de Buenos Aires. Es una institución de gestión privada que ofrece títulos de nivel superior en música, sonido, grabación, producción musical, música electrónica y multimedia, cubriendo todos los aspectos de la actividad musical actual. El área de música propiamente dicha incluye la enseñanza de instrumentos musicales como guitarra, piano, bandoneón, violín, bajo, violonchelo, contrabajo, flauta traversa, saxo, clarinete, trompeta, trombón, batería y percusión. También se imparten clases de canto, composición y educación musical en los niveles de Formación Básica, tecnicaturas en sonido, grabación y producción y edición de audio y video y multimedia.
Esta institución, dependiente de la DGEGP Ciudad de Buenos Aires, tiene una matrícula que supera los 1500 alumnos. También ofrece talleres de extensión a la comunidad (guitarra, teclados, canto y percusión) y cuenta con varios organismos estables como la big band y la orquesta de tango y de niños, los coros, ensambles de todos los géneros de música contemporánea como rock, blues, jazz, folklore, latino, clásico, tango, etc., desarrollando una importante labor comunitaria y cultural estudiando y difundiendo la música con presentaciones en los más importantes teatros de Buenos Aires y sus alrededores. 
La institución ofrece un Programa de Becas para estudiantes del nivel secundario que tengan actividad musical.
Todos los años se realiza un concurso de bandas para seleccionar a los mejores , que son evaluados por un jurado independiente.
Está ubicado en la Avenida Cabildo 1919 en el barrio de Belgrano, al norte de la Ciudad de Buenos Aires.